# Народът на Дуло
Народът на Дуло е десетият студиен албум на рок група Епизод, издаден през 2010 година. Състои се от 10 песни. Те са по стихове на българските поети Иван Вазов и Пейо Яворов, както и по стихове на Робърт Бърнс, Джордж Байрон, Николай Некрасов и Йосташ Дешан, а две от песните са по музика и текст на художника Александър Алексиев - Хофарт, който е автор и на обложката на албума.
В този свой албум група „Епизод“ претърпява промяна по отношение на тематичната насоченост на текстовете, както и по отношение на членовете на своя състав. Патриотичните текстове отстъпват място на социалната тематика (и трите песни по Вазов са на такава), българският фолклор и църковното пеене също са оставени настрани. Изключение прави само "Народът на Дуло" - едноименната песен на албума, сякаш за да запази някаква тематична връзка с песните от предишните два албума, свързани сюжетно с Аспарух.
По случай 20-годишния юбилей на групата в албума са поканени като гост-певци Звезди от група „Ахат“, Данчо
от група „Сигнал“ и Филип Бръшков от „Команда 5“.
По отношение на състава групата се разделя последователно с досегашните си китарист, клавирист и барабанист. Само дни след раздялата с китаристa Драгомир Драганов през април 2009 г., басистът Симеон Христов намира негов заместник в лицето на Васил Бележков, който по това време още е студент в отдел „Поп и джаз музика“ на Национална музикална академия "Проф. Панчо Владигеров. Когато през януари 2010 г. клавиристът Делян Георгиев напуска групата поради зачестилите си ангажименти като професионален кинооператор, новопривлеченият член на групата Васил поема и този пост. През лятото, след раздялата с барабаниста Христо Гьошарков, за кратко в групата се завръща неговият предшественик Стоян Петров. До края на годината „Епизод“ изнася концерти с 4-ма различни барабанисти до появата на най-младия си член Деян Александров.

## Песни
1. Неспокойни дни – 4:55 (м. и т. Александър Алексиев - Хофарт; ар. Ал. Хофарт, Симеон Христов и Васил Бележков)
2. Моето щастие – 3:42 (м. Симеон Христов, т. Робърт Бърнс, ар. С. Христов и В. Бележков)
3. Отново с мен – 4:27 (м. С. Христов, т. Пейо Яворов, ар. Симеон Христов, Васил Бележков и Делян Георгиев)
4. Сатани – 3:25 (м. С. Христов, т. Иван Вазов, ар. С. Христов и В. Бележков)
5. Нивата – 3:22 (м. С. Христов, т. Иван Вазов, ар. С. Христов и В. Бележков)
6. Вярност – 3:22 (м. С. Христов, т. Джордж Байрон, ар. С. Христов и В. Бележков)
7. Молитва – 3:12 (м. С. Христов, т. Иван Вазов, ар. С. Христов, В. Бележков и Д. Георгиев)
8. Да нямам ядове – 4:26 (м. С. Христов, т. Йосташ Дешан, ар. С. Христов и В. Бележков)
9. Спомен – 4:18 (м. С. Христов, т. Николай Некрасов, ар. С. Христов и В. Бележков)
10. Народът на Дуло – 6:08 (м. и т. Александър Алексиев – Хофарт; ар. Ал. Хофарт, С. Христов и В. Бележков)

## Изпълнители
„Епизод“ 
- Емил Чендов – вокал (без 1, 6, и 9)
- Васил Бележков – електрическа и класическа китари, клавири (без 3 и 7)
- Симеон Христов – бас китара, drum programming

- Делян Георгиев – клавири (3, 7)
- Стоян Петров – барабани (1, 10)

 гост-изпълнители 
- Звездомир Керемидчиев – вокал (1)
- Йордан Караджов – вокал (6)
- Филип Бръшков – вокал (9)